# محافظة المهرة
المهرة هي أقصى محافظة في الشرق من الجمهورية اليمنية وثاني أكبر المحافظات في البلاد بعد محافظة حضرموت وتشكل الحدود الشرقية مع سلطنة عمان تقع محافظة المهرة إلى الشرق من العاصمة صنعاء، ويطلق عليها تسمية البوابة الشرقية لليمن، وتبعد عن العاصمة بحدود (1318) كيلو متراً، ويشكل سكانها ما نسبته (0.5%) من إجمالي سكان الجمهورية، حيث يبلغ عدد سكانها 90 ألف في عام 2025 م  ولذلك فهي تعد أقل المحافظات من حيث عدد السكان، وعدد مديرياتها (9) مديريات، ومدينة الغيضة مركز المحافظة. 

## الموقع
تقع المهرة في الجزء الجنوبي الشرقي لشبه الجزيرة العربية بين خطي العرض (15-18) فهي في النهاية الشرقية لليمن وتلامس الحدود الغربية لسلطنة عمان، أما من ناحية الغرب فتحدها محافظة حضرموت ومن الناحية الشمالية الربع الخالي وجنوباً بحر العرب وتعتبر محافظة المهرة من المحافظات التي تحوي أقل عدد سكان رغم كبر مساحتها.

## المساحة
تبلغ مساحة المحافظة حوالي (67297) كيلومتر مربعاً. وتتوزع هذه المساحة في تسع مديريات. وتعد مديرية حات أكبر مديريات المحافظة مساحة  (19303) كيلو متر مربع. في حين تعتبر مديرية حوف أصغر المديريات من حيث مساحتها (1531) كيلو متر مربع.

## السكان
يبلغ عدد سكان محافظة المهرة وفقاً لنتائج التعداد العام للسكان والمساكن والمنشآت لعام 2004م (88594)  نسمة وينمو السكان سنويا بمعدل (4.51%).
| م        | المديرية | المساحة (كم2) | الكثافة (نسمة/ كم2) | عدد المساكن | عدد الأسر | عدد الذكور | عدد الإناث | الإجمالي |
| -------- | -------- | ------------- | ------------------- | ----------- | --------- | ---------- | ---------- | -------- |
| 1        | شحن      | 8778          | 0.3591              | 550         | 540       | 1879       | 1273       | 3152     |
| 2        | حات      | 19303         | 0.144               | 435         | 432       | 1525       | 1261       | 2786     |
| 3        | حوف      | 1531          | 3.359               | 932         | 925       | 2786       | 2357       | 5143     |
| 4        | الغيظه   | 7159          | 3.828               | 3648        | 3833      | 15399      | 11992      | 27404    |
| 5        | منعر     | 17279         | 0.312               | 766         | 783       | 2873       | 2507       | 5388     |
| 6        | المسيله  | 6806          | 1.529               | 1642        | 1585      | 5146       | 5258       | 10404    |
| 7        | سيحوت    | 2667          | 4.404               | 1753        | 1653      | 6153       | 5593       | 11746    |
| 8        | قشن      | 3485          | 3.283               | 1737        | 2097      | 6291       | 5150       | 11441    |
| 9        | حصوين    | 1843          | 6.039               | 1399        | 2085      | 6042       | 5088       | 11130    |
| الإجمالي | الإجمالي | 68851         | 1.287               | 12862       | 13933     | 48110      | 40484      | 88594    |

## التضاريس
تنقسم تضاريس أراضي محافظة المهرة إلى ثلاثة أقسام هي:
- السهل الساحلي الجنوبي
- الهضبة الجبلية الوسطى
- الصحراء الشمالية

### السهل الساحلي الجنوبي
السهل الساحلي الجنوبي: ويشمل الشريط الساحلي المتعرج والممتد من حدود المحافظة مع محافظة حضرموت من الغرب، وشرقاً حتى حدود سلطنة عمان، ويبـلـغ طـوله حوالي (375 كم)، وهو ينحصر من الشمال بسلسلة جبال الهضبة ووديانها، ويصل أعلى ارتفاع لـه عـن مستوى سطح البحر نـحو (250 متراً)، وتنتشر عليه معظم المدن الرئيسية بما فيها المركز الإداري للمحافظة ـ مدينة الغيضة – لذلك يعيش فيه أكثر سكان المحافظة.

### الهضبة الجبلية الوسطى
تعتبر الهضبة جزءاً من الهضبة الجبلية الممتدة من شمال عدن حتى شرق محافظة المهرة، وتتكون من سلاسل جبلية تتخللها الوديان والروافد، وأشهر جبال هذه المحافظة، جبل الحبشية، وجبل الغرت، وسلسلة جبال بني كشيت، وجبل الفك ومرارة، وشرقاً حتى سلسلة جبال القمر.

### السلسلة الجبلية
يتخللها العديد من الوديان التي تنقسم إلى قسمين:

#### القسم الأول (وتصب جنوباً إلى ساحل البحر العربي)
أهم وأكبر أوديـة المحافظـة تبدأ من الغرب ومنها وادي المسيلة الذي يعتبر الامتداد الجنوبي الشرقي لوادي حضرموت وتصب فيه الكثير من الروافد الشمالية الشرقية، والجنوبية الغربية، وعلى ضفتي هذا الوادي تنتشر الكثير من المستوطنات التي تعتمد على المياه الجارية فيه، وتعتبر أراضيه من أخصب أراضي المحافظة، ويصب هذا الوادي إلى غرب سيحوت ثم البحر، وإلى الشرق من هذا الوادي هناك وادي (عدنوت) ويصب إلى غرب قشن عند رأس شروين، وإلى الشرق منه هناك وادي الجيزي الكبير، الذي يصب فيه وادي دحون الذي تتجمع مياهه من سلسلة جبل كشيت وجبل الفرت ويصب وادي الجيزي إلى الغرب من مدينة الغيضة ـ المركز الإداري للمحافظة ـ، وإلى الشرق من هذا الوادي، كما توجد عدد من الوديان الصغيرة التي تصب إلى البحر العربي، وهي الوديان التي تتخلل سلسلة جبال القمر.

#### القسم الثاني (وتصب شمالاً إلى صحراء الربع الخالي)
يوجد في هذا القسم الكثير من الوديان، وهي:
- من الغرب إلى الشرق: وادي المناهيل ووادي أرمة، وهما الواديان اللذان تتجمع مياههما من سلسلة جبل بن كشيت الشمالية، فوادي ضحية ووادي تهوف – وهما الواديان اللذان تتجمع إليهما مياه جبل بن كشيت الشمالية – ويلتقيان جنوب سناو وتصب في الربع الخالي في خليف مسيفة، ثم واديي مراخية وعربة – وهما اللذان تتجمع إليهما مياه جبل بن كشيت الشمالية ويصبان في الربع الخالي في طوق شحر، ثم وادي رخوة، ووادي شعيت ووادي ميتن ووادي شحن الذي يعتبر أطول وديان المهرة، وتصب هذه الأودية شمالاً في الربع الخالي.

### الصحراء الشمالية
هي عبارة عن صحراء مترامية الأطراف وهي الجزء الجنوبي الشرقي من صحراء الربع الخالي، وتضم عروق الموارد، ورملة أم غارب، ورملة عيوة، وبنـي معارض وخليف وعلين، وخليف مسيفة، وطوق شحر، وعدد كبير من العروق مثل عروق الخراخير، وعروق ضحية، وعروق ابن حمودة، ومعظم قاطنيها من البدو الرحل.

## التاريخ
وقد وصلت حدود المهرة في بعض مراحلها التاريخية إلى الشحر غرباً وحاسك شرقاً وكذا إلى قبر النبي هود في الغرب وثمود في الشمال الغربي، وكانت جزيرة سقطرى حتى عشية الاستقلال المحافظات الجنوبية والشرقية في نهاية عام 1967م تابعة لسلطنة المهرة ومقر إقامة سلاطينها، إن مساحة بلاد المهرة تتوسع وتتقلص وفقاً لصراعات حكامها مع جيرانهم.

## المجتمع
مجتمع المهرة مجتمع مسلم بينما تُعد لغة التخاطب اليومي هي اللهجة المهرية لأغلبية السكان دون أن ينفي هذا وجود من يجيد العربية الفصحى، لغة وكتابة وأدباً، بل إنه ليوجد في بعض مدن المهرة، بعض البيوت إن صح التعبير قد تخصصت بعلوم العربية وأصبحت مقصد الناس ومرجعهم لما يتعلق بالشريعة وعلوم اللغة العربية، فمنهم علماء في علوم الشرع واللغة العربية، مثل أبي ثور المهري من مدينة الشحر.
ولعل هذه البيوت أو العائلات التي تخصصت بعلوم اللغة العربية والقرآن الكريم كانت امتداداً لرباطات حضرموت، ليس هذا فحسب، بل إن حماس المهرة وتعصبهم أو غيرتهم على القرآن واللغة العربية لا يقل عن العرب الآخرين، وهم عرب وحماسهم لعروبتهم ودينهم لا يفتر.
ولعل من هنا برز بعض الحماس القوي لدى بعض شباب المهرة في السنوات الأخيرة، والذين خرجوا عن المألوف وأصدروا مؤلفات بالفصحى لا تقل جودتها عن مثيلاتها في المكتبة العربية.

## اللغة المهرية
يقال إن تلك اللغة هي لغة قوم عاد وهي مشتقّه أساسًا من اللغة الحميرية، وهي لغةٍ بمعنى الكلمة، أي إنها تحمل جميع أساسيات اللغة من قواعد واستقلال الكلمات والأسامي أيضاً.
تتكون هذه اللغة من الأصوات العربية إضافةً إلى ثلاثة أصوات لا توجد في أي لغة أخرى.
ولكن بإمكان من يعرف تلك اللُّغَة كتابتها وقراءتها بسهولة تامة إلَّا إنه لم يقم أحداً لغاية الآن بتأليفها وقيدها لتسهيل الكتابة والقراءة، والسُّهُوُلَة في ذلك الأمر أن حروفها حروف عربية من الألف للياء عدا تلك الحروف الثلاث التي يمكن كتابتهم بأي شكل مناسب وتنتهي مشكلة الكتابة والقراءة ويسهل تَعَلُّمُها وتعليمها لمن يشاء.
الأعداد والأرقام: إن الأرقام والأعداد في تلك اللُّغَة لم تكتب وإنما تلفظ فقط، وكل عددٍ له تسميته الخاصة به.

## الاقتصاد

### الزراعة
تشكل الزراعة الركن الثاني لاقتصاد المحافظة ومصدر غذاء وعمل السكان بالرغم من شح المياه.
إذ أن المحافظة توجد بها مساحات واسعة من الأراضي الصالحة للزراعة إلا إنه لا توجد مياه كافية، ويقدر عدد العاملين في القطاع الزراعي 0.03% من إجمالي عدد السكان في قطاع الزراعة والثروة الحيوانية.

### الصناعة
جرت عدة دراسات لعدة مواقع في محافظة المهرة بهدف البحث عن المواد الخام وهي متوفرة لو استغلت بشكل جيد كالأسمنت والرخام والمكسرات والمنتجات السمكية كمصنع للأسماك مثلاً كون كل موقع وهو زاخر بالمواد الخام، سيحوت: منطقة سمكية وافرة، يتم فيها صناعة قوارب الصيادين ويوجد فيها ثلاجة للأسماك ويوجد فيها مصنع بن خودم للأسماك ويوجد في مديرية المسيلة غرب مديرية سيحوت مصنع بن سدون لتعليب الأسماك والثلاجات حيث توجد ثلاجة واحدة في ضبوت لحفظ وتصدير الشروخ بطاقة حفظ (400) إضافة إلى ثلاجة أخرى في ميناء نشطون لاستلام وحفظ الأسماك وتصديرها وسعتها (800) طن.
كما أن الصناعة الحيوانية واعدة في محافظة المهرة بحكم وفرة الحيوانات وإنشاء صناعات الألبان ومشتقاته واللحوم في مديرية حوف وصحراء المهرة ترحب بأي استثمار في مختلف الصناعات الخفيفة والتحويلية بحكم وجود المواد الخام.

### التعدين
محافظة المهرة من المحافظات الواعدة باستخراج النفط فيها وقد قامت عدة شركات بترولية بالمسح فيها أولها شركة أبان أمريكا عام 1965م ثم شركة النمر عام 1992م كل هذه الشركات أكدت وجود النفط والغاز بوادي سعف ومحيفيف والغيضة والفيدمي ووادي شحن.
كما أن البحث والدراسة والتنقيب عن النفط في بحر المحافظة إذ قامت بهذا الدور شركة النمر عام 1994 - 1995م.
وتمتاز المهرة بخلجانها وموانئها الطبيعية ومنها ميناء نشطون الذي يستقبل حمولة (2000) طن. وبه خزانات النفط وتوجد محطات البترول والديزل والكيروسين في جميع مناطق محافظة المهرة.
وفي مجال الثروة المعدنية فالمحافظة غنية بالمعادن. يتوفر الطوب الأبيض والرخام الأحمر في الغيضة وكسارات الحصلة وصناعة الأسمنت في جبل رأس فرتك وحصن السعد «حوف».

### الثروة السمكية
تمتاز محافظة المهرة بساحل طويل يقدر بـ 560 كم ويعمل على شريط هذا الساحل أكثر من 6000 صياد وعدد القوارب العاملة أكثر من 1200 قارب صيد سمكي.
إن صيد الأسماك يعتبر المصدر الأساسي لغذاء السكان في محافظة المهرة وهي أغنى محافظة من حيث الإنتاج السمكي على مستوى المحافظات الجنوبية لليمن.

## السياحة

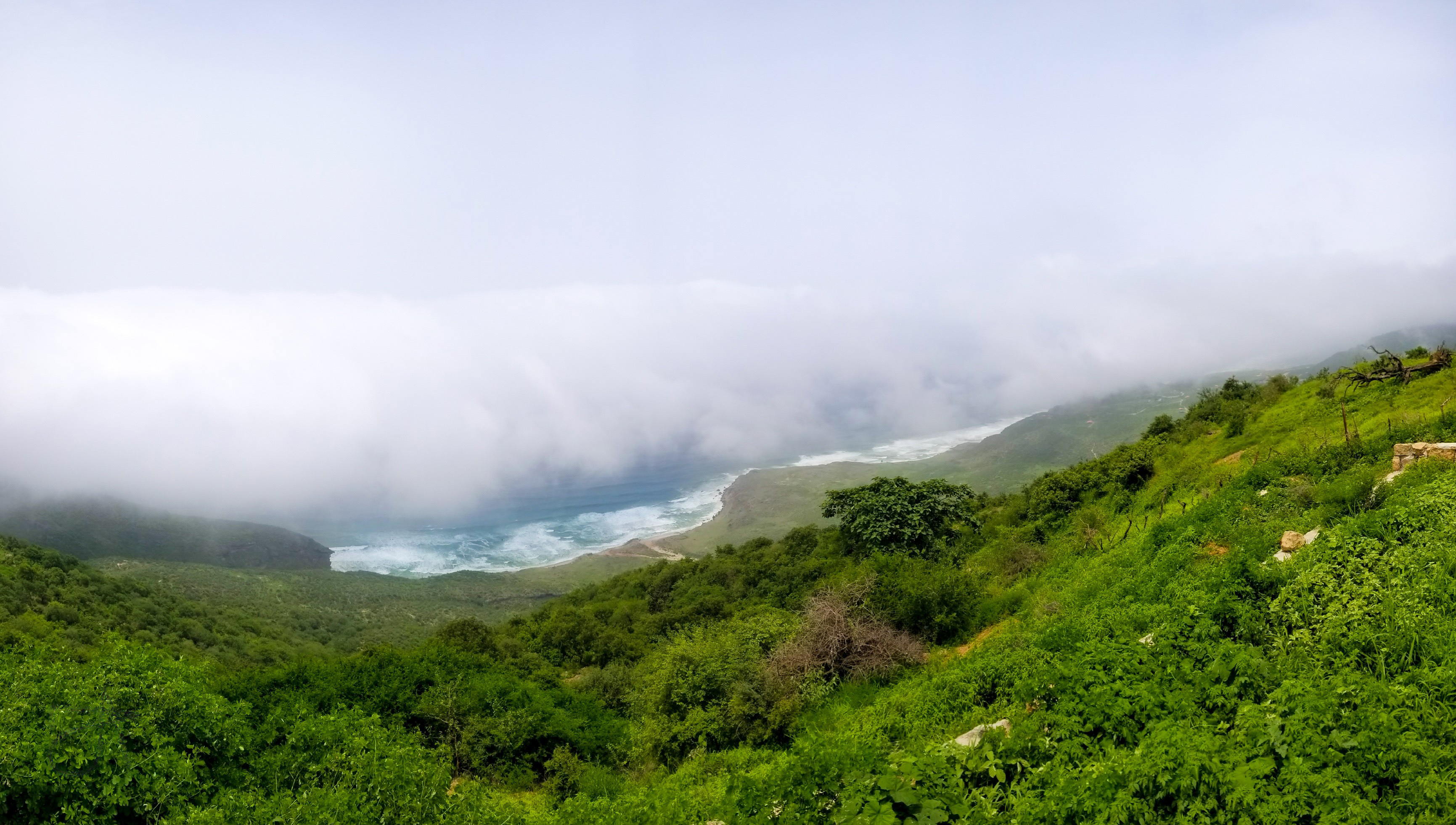
محمية حوف مقصد للسواح من داخل وخارج اليمن وبخاصة في الصيف

يأتي العديد من السياح إلى محافظة المهرة وأغلبهم من أبناء المحافظة القدامى والتي هاجروها آبائهم إلى دول الخليج العربي واستقروا فيها.
يأتون في الإجازة الصيفية كل عام ويقدر عددهم إلى 60,000 شخص كل عام كما يأتي سواح عمانيون وخصوصاً من محافظة ظفار الغمانية المجاورة لمحافظة المهرة عبر منفذين للحدود:
1. منفذ بالطريق الساحلي يربط بين قرية صرفيت التابعة لولاية ضلكوت العمانية وبين مدينة حوف اليمنية.
2. منفذ صحراوي بالربع الخالي بين مدينة المزيونه العمانية ومدينة شحن اليمنية.